# Jazz Duo
Jazz Duo – polski duet jazzowy, działający w latach 1989–2008 we Wrocławiu.

## Historia
Założycielami grupy byli dwaj wrocławscy muzycy: gitarzysta Janusz Konefał i saksofonista Tadeusz Golachowski. W repertuarze zespołu znajdowały się utwory własnego autorstwa, często oparte na motywach muzyki latynoskiej oraz standardy muzyki rozrywkowej i jazzowej, zaaranżowane przez obydwu muzyków. Jazz Duo prowadziło ożywioną działalność koncertową, występując w ramach międzynarodowych festiwali, takich jak: Theatrium w Wiesbaden, Audi Jazz Festival w Ingolstadt czy Jazz Jamboree w Warszawie. Ponadto muzycy sporo występowali w kraju i za granicą (m.in. Niemcy, Czechy) oraz nagrali i wydali dwa albumy na kasecie magnetofonowej, tj.: Kolędy i Między sambą a jazzem (drugi tytuł ma także swój odpowiednik w postaci płyty kompaktowej pt. Between Samba and Jazz). 16 września 2008 roku zmarł Tadeusz Golachowski, co położyło kres 19-letniej działalności duetu.

## Dyskografia[1]
- Kolędy (MC, Edycja Świętego Pawła MEP P135, 1995)[2]
- Między sambą a jazzem (MC)
- Between Samba and Jazz (CD, Towarzystwo Muzyczne im. Edwina Kowalika)[3].